# قطعنامه ۱۰ شورای امنیت
قطعنامه ۱۰ شورای امنیت سازمان ملل متحد که در تاریخ ۴ نوامبر ۱۹۴۶ تصویب شد، سندی بین‌المللی دربارهٔ محکومیت رژیم ژنرال فرانکو در اسپانیا است. این قطعنامه طی نشست ۷۹ام با ۱۱ موافق، ۰ مخالف و ۰ ممتنع به اتفاق آرا تصویب شد.